# Луций Папирий Мугилан
Вижте пояснителната страница за други личности с името Луций Папирий Мугилан.
Луций Папирий Мугилан (на латински: Lucius Papirius Mugillanus) произлиза от благородническата фамилия Папирии, клон Мугилани. През 444 пр.н.е. суфектконсул, а през 443 пр.н.е. е един от първите двама цензори.
Вероятно негов син със същото име от клон Мугилани е консул през 427 пр.н.е., консулски трибун през 422 пр.н.е. и interrex през 420 пр.н.е.
През 444 пр.н.е. Рим се ръководи от трима патрициански консулски военни трибуни (Тит Клелий Сикул, Авъл Семпроний Атрацин и Луций Атилий Луск). След тяхното напускане след три месеца – вероятно поради религиозни причини, консули стават Луций Папирий Мугилан и Луций Семпроний Атрацин. В този период сключва мирен договор с град Ардеа. През следващата 443 пр.н.е., според Ливий, се въвежда отново службата на цензората и Мугилан е един от първите двама цензори, заедно с консулския му колега Семпроний.
Предполага се, че Мугилан е дядо на Марк Папирий Мугилан (консулски военен трибун 418 и 416 пр.н.е., консул 411 пр.н.е.) и на Луций Папирий Мугилан (консулски военен трибун, през 382, 380 и 376 пр.н.е.).